# Chelsea Football Club 1969-1970
Questa voce raccoglie le informazioni riguardanti il Chelsea Football Club nelle competizioni ufficiali della stagione 1969-1970.

## Stagione
Il campionato inglese inizia il 9 agosto 1969 e il Chelsea comincia con un 1-4 contro il Liverpool, uno 0-2 contro il West Ham United, un 1-0 contro l'Ipswich Town FC, uno 0-0 contro il West Ham, un 2-2 contro il Southampton, 1-1 contro Tottenham Hotspur e Crystal Palace FC, 0-0 contro il Manchester City, un 2-2 contro il Wolverhampton Wanderers, un 2-0 contro il Burnley, uno 0-2 contro il Leeds United, un 3-0 contro l'Arsenal, uno 0-0 contro il Sunderland AFC, un 2-2 contro il Derby County. Il campionato prosegue con un 2-0 contro il West Bromwich Albion, 1-0 contro il Newcastle United e Coventry City, un 3-1 contro lo Sheffield Wednesday, un 1-1 contro l'Everton, un 4-1 contro l'Ipswich, un 1-1 contro il Nottingham Forest, un 2-0 contro il Manchester United, uno 0-3 contro il Wolverhampton, 3-1 contro il Manchester City e Southampton, un 5-1 contro il Crystal Palace, un 2-5 contro il Leeds, un 3-0 contro Arsenal, un 3-1 contro il Sunderland, un 2-2 contro il Derby County. Il club londinese ottiene poi uno 0- contro il Newcastle, un 3-0 contro il Coventry, un 1-1 contro il Nottingham, un 1-0 contro lo Stoke City, un 2-1 contro il Manchester United, un 3-1 contro lo Sheffield, un 2-5 contro l'Everton, un 1-3 contro il West Bromwich, un 1-0 contro il Tottenham, un 2-1 contro lo Stoke, un 1-3 contro il Burnley e un 2-1 contro il Liverpool. La squadra termina il campionato in terza posizione.
Il Chelsea inizia l'FA Cup dal terzo turno, dove batte il Birmingham City 3-0, nel quarto turno pareggia 2-2 contro il Burnley, nel replay lo batte 3-1, nel quinto turno vince 4-1 contro il Crystal Palace, nei quarti batte il QPR 4-2, in semifinale 5-1 Watford FC. In finale i Blues pareggiano 2-2 contro il Leeds, nel replay dopo un'epica battaglia calcistica lo battono 2-1, ai supplementari vincendo quindi il trofeo per la prima volta nella loro storia.
Il club londinese inizia la Football League Cup dal secondo turno, dove batte 1-0 il Coventry City, mentre nel terzo pareggia 1-1 contro il Leeds, nel replay lo batte 2-0. Nel quarto turno viene battuto 0-1 dal Carlisle United, uscendo quindi dalla competizione.

## Maglie e sponsor
Nella stagione 1969-1970 del Chelsea non sono presenti né sponsor tecnici né main sponsor. La divisa primaria è costituita dalla maglia blu con colletto a girocollo, calzoncini blu e calzettoni bianchi. Nel replay della finale di FA Cup viene usata una versione con calzettoni gialli della maglia casalinga. La divisa da trasferta è formata da una maglia gialla a girocollo, pantaloncini blu e calzettoni gialli.
| Casa | Trasferta | Replay finale FA Cup |

## Rosa
Rosa e numerazione sono aggiornati al 31 maggio 1970.
| N. |                        | Ruolo | Calciatore      |
| -- | ---------------------- | ----- | --------------- |
|    | Inghilterra (bandiera) | P     | Peter Bonetti   |
|    | Irlanda (bandiera)     | D     | John Dempsey    |
|    | Inghilterra (bandiera) | D     | Ron Harris      |
|    | Inghilterra (bandiera) | D     | Marvin Hinton   |
|    | Scozia (bandiera)      | D     | Stewart Houston |
|    | Scozia (bandiera)      | D     | Eddie McCreadie |
|    | Irlanda (bandiera)     | D     | Paddy Mulligan  |
|    | Inghilterra (bandiera) | D     | David Webb      |
|    | Inghilterra (bandiera) | C     | Alan Birchenall |

| N. |                        | Ruolo | Calciatore      |
| -- | ---------------------- | ----- | --------------- |
|    | Scozia (bandiera)      | C     | John Boyle      |
|    | Scozia (bandiera)      | C     | Charlie Cooke   |
|    | Scozia (bandiera)      | C     | John Hollins    |
|    | Inghilterra (bandiera) | C     | Alan Hudson     |
|    | Inghilterra (bandiera) | A     | Tommy Baldwin   |
|    | Inghilterra (bandiera) | A     | Peter Houseman  |
|    | Inghilterra (bandiera) | A     | Ian Hutchinson  |
|    | Inghilterra (bandiera) | A     | Peter Osgood    |
|    | Sudafrica (bandiera)   | A     | Derek Smethurst |

## Calciomercato
| Arrivi | Arrivi         | Arrivi          | Arrivi   |
| R.     | Nome           | da              | Modalità |
| ------ | -------------- | --------------- | -------- |
| D      | Paddy Mulligan | Shamrock Rovers | ?        |

| Partenze | Partenze       | Partenze       | Partenze |
| R.       | Nome           | a              | Modalità |
| -------- | -------------- | -------------- | -------- |
| A        | Bobby Tambling | Crystal Palace | ?        |

## Statistiche

### Statistiche di squadra
| Competizione        | Punti | Totale | Totale | Totale | Totale | Totale | Totale |
| Competizione        | Punti | G      | V      | N      | P      | Gf     | Gs     |
| ------------------- | ----- | ------ | ------ | ------ | ------ | ------ | ------ |
| Campionato          | 55    | 42     | 21     | 13     | 8      | 70     | 50     |
| FA Cup              | -     | 8      | 6      | 2      | 0      | 25     | 10     |
| Football League Cup | -     | 4      | 2      | 1      | 1      | 4      | 2      |
| Totale              | -     | 54     | 29     | 16     | 9      | 99     | 62     |